# أمتي (ألبوم)
ثاني ألبومات الفنان العالمي سامي يوسف، وقد أُصدر سنة 2005.
يتميز هذا الألبوم بكونه أول ألبوم يطرح فكرة الأغاني ذات الطابع الروحاني والاجتماعي والإنساني، لم نشهد من قبل أعمالاً فنية من هذا النوع.. فقد كان الفنان سـامـي، السباق في الإشارة إلى أوضاع إنسانية عديدة في أغانيه كالفقر والحجاب والإرهاب والإيدز..
و ما جعل هذا الألبوم في مقدمة الأعمال الفنية المميزة هو مفاجأة الفنان سـامـي لجمهوره الكبير بالغناء بعدة لغات (الانكليزي، العربي، التركي، الهندي، الفارسي) بطلاقة شديدة في عدة أغاني كـ (حسبي ربي، مناجاة، أمي)
فكان بمثابة رسالة إنسانية قدمها الفنان سامي للعالم أجمع..

## معلومات عن الألبوم
عام 2005 جاء ألبوم “أمتي” عقب ألبوم المعلم. انتقل سامي يوسف من «المعلم» والطريقة الموسيقية التي قدمها فيها، فلم تعد الآلات الموسيقية المرافقة هي «الدف» ولا طبيعة الغناء «النشيد» متوجهاً نحو الموسيقى. فكان ألبوم “أمتي” موسيقياً، فالألبوم يجمع بين عدة أنواعٍ مختلفةٍ من الموسيقى، الممزوجة مع بعضها البعض، سواءٌ كان تردد أوتار أغنية «مناجاة» أو بكاء الناي على "محمد ﷺ"، كما أحدث ألبوم «أمتي» هو الآخر تغييراً في «الموسيقى الإسلامية»
أما الأغنية الأكثر نجاحاً فكانت الأغنية الفولكلورية الأفغانية «حسبي ربي» والتي لاقت رواجاً كبيراً في العالم العربي والإسلامي كما تم تصوير الفيديو كليب في أكثر من دولة وهي إنجلترا والهند وتركيا ومصر. مما أدى في نهاية المطاف إلى إطلاق لقب «أكبر مغني روك إسلامي» على سامي يوسف من قبل مجلة التايم الشهيرة.
وقد لاقى الألبوم نجاحاً جماهيرياً في الوطن العربي والعالم الغربي، وقد حمل الألبوم مزيج بين الكلمات العربية والإنجليزية وفي أحد الأغاني بالتركية والهندية.

## قائمة الألبوم
| الرقم | الاسم (باللغة العربية)  | الاسم (باللغة الإنجليزية) | الوقت |
| ----- | ----------------------- | ------------------------- | ----- |
| 1     | أمتى (المقدمة)          | My Ummah intro            | 1.03  |
| 2     | أمتى                    | My Ummah                  | 3.47  |
| 3     | حسبى ربى                | Hasbi Rabbi               | 4.15  |
| 4     | يا رسول الله            | Ya Rasulallah             | 4.47  |
| 5     | حاول عدم البكاء         | Try Not to Cry            | 4.36  |
| 6     | محمد                    | Muhammad (PBUH)           | 6.07  |
| 7     | أعمل صلاة               | Make a Prayer             | 4.45  |
| 8     | أغنية العيد             | Eid Song                  | 4.56  |
| 9     | حرية                    | Free                      | 5.09  |
| 10    | مناجاة (باللغة العربية) | Munajat (Arabic)          | 4.40  |
| 11    | أمى (باللغة العربية)    | Mother (Arabic)           | 4.44  |
| 12    | محمد (الجزء الثاني)     | Muhammad Part 2 (pbuh)    | 3.12  |
| 13    | نحن لن نخضع أبدا        | We Will Never Submit      | 2.25  |
| 14    | دعاء                    | Du'a                      | 4.40  |
| 15    | أمى (باللغة الفارسية)   | Mother (farsi)            | 4.44  |

## الأناشيد المصورة (الفيديو كليب)
- حسبي ربي
- مناجاة باللغتين (العربية والتركية)
- أم باللغة (العربية، التركية، الفارسية)
- أغنية العيد